# Das geheime Stockwerk
Das geheime Stockwerk ist ein Spielfilm aus dem Jahr 2025, der unter der Regie von Norbert Lechner nach einem Drehbuch von Antonia Rothe-Liermann und Katrin Milhahn entstand.

## Handlung
Die Eltern des 12-jährigen Karli haben in den Alpen ein altes Hotel erworben. In den Ferien soll er dort bei den Malerarbeiten helfen. Als er missmutig auf den Knöpfen des Fahrstuhls herumdrückt, öffnet sich die Tür, und Karli befindet sich in einem geheimen Stockwerk im Jahr 1938.
Dort lernt er das jüdische Mädchen Hannah und den Schuhputzer Georg kennen. Georg wird eines Diebstahls beschuldigt, den er nicht begangen hat. Möglicherweise haben die Söhne eines hochrangigen Nationalsozialisten, der Gast im Hotel ist, oder der Barpianist Bruno etwas damit zu tun.
In der Gegenwart werden Karlis Eltern skeptisch, weil sich Karli so lange mit der Verbrecherjagd beschäftigt. Langsam wird Karli klar, welches Unheil seinen beiden Freunden in der Vergangenheit droht.

## Produktion und Hintergrund

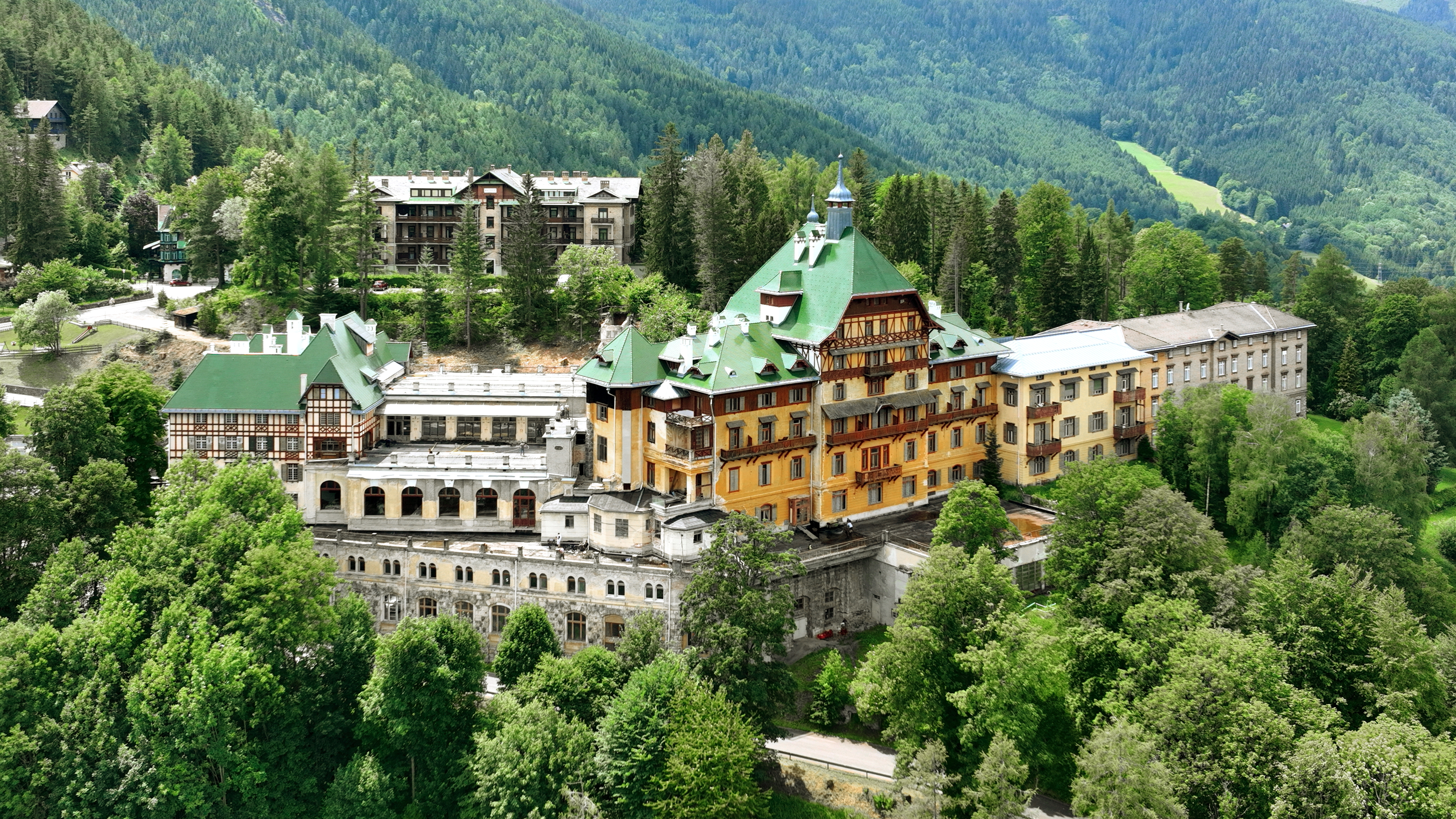
Einer der Drehorte: das Südbahnhotel am Semmering

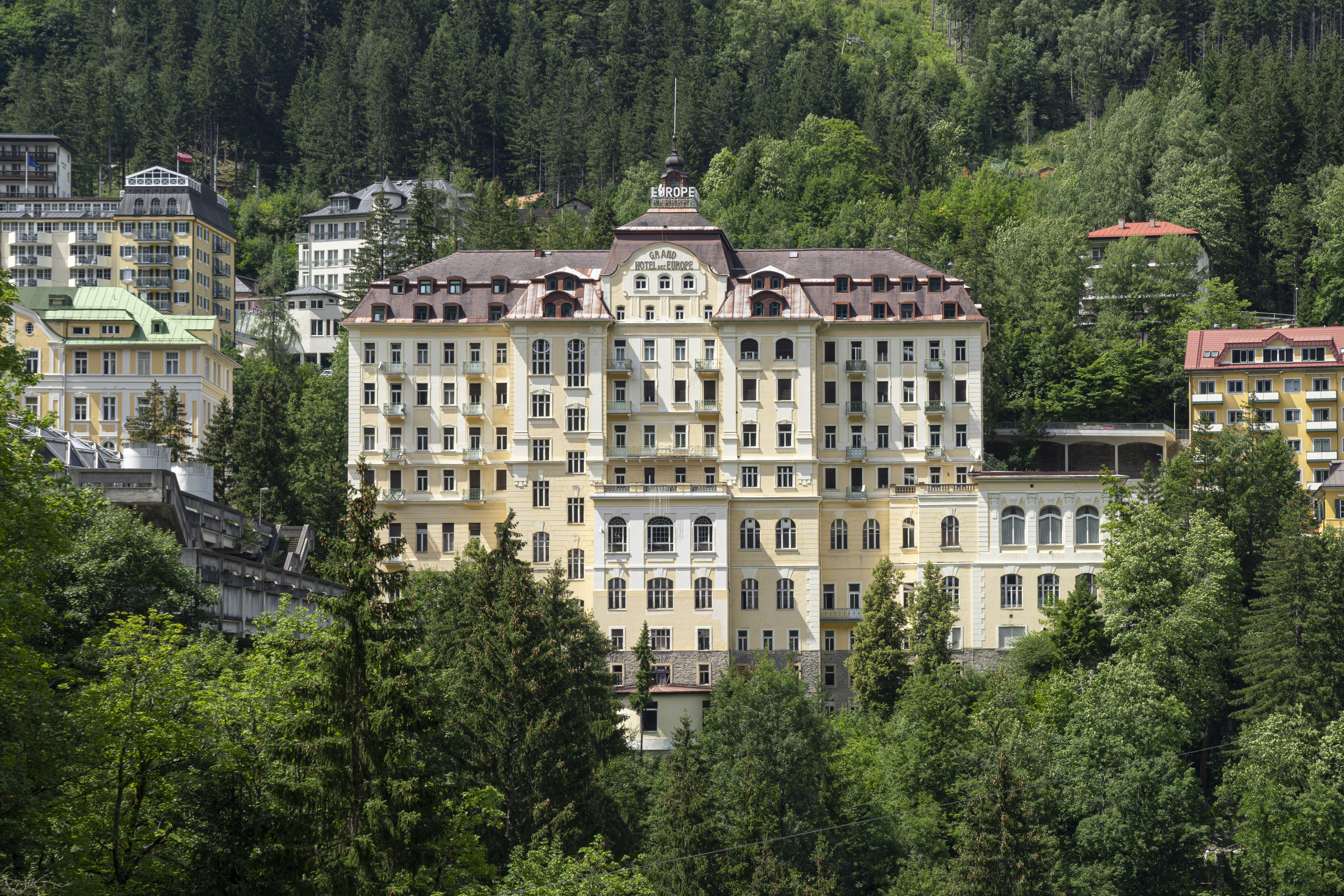
Einer der Drehorte: das Grand Hotel de l’Europe in Bad Gastein

Die Dreharbeiten fanden an  vom 4. Juni bis zum 1. August 2024 in Österreich und Luxemburg statt. Drehort war unter anderem das Südbahnhotel am Semmering sowie das Grand Hotel de l’Europe in Bad Gastein, in Luxemburg wurde im Studio gedreht.
Produziert wurde der Film von der Münchner Kevin Lee Filmgesellschaft (Produzent Norbert Lechner), der Wiener Amour Fou Filmproduktion (Produzenten Alexander Dumreicher-Ivanceanu und Bady Minck) sowie von Amour Fou Luxembourg (Produzent André Fetzer). Unterstützt wurde die Produktion von der Mitteldeutschen Medienförderung, Nordmedia, der Beauftragten der Bundesregierung für Kultur und Medien, dem Deutschen Filmförderfonds, dem Österreichischen Filminstitut, vom Land Salzburg und dem Land Niederösterreich sowie dem Filmfonds Luxemburg. Beteiligt warnen ORF, MDR, BR, SWR, HR und KiKa.
Die Kamera führte Daniela Knapp, die Montage verantworteten Lianne Kotte, Georg Michael Fischer als Supervising Editor und als Additional Editor Andreas Baltschun, die Musik schrieb Martin Unterberger. Den Ton gestalteten Hjalti Bager-Jonathansson, Sarah Sprenger als Sounddesignerin und Torben Seemann als Mischtonmeister, das Kostümbild Uli Simon, das Maskenbild Astrid Lehmann und das Szenenbild Christina Schaffer. Kostüme stammten vom Lambert Hofer Kostümverleih. Für das Kindeswohlkonzept (KiwoK) war Ina Ivanceanu verantwortlich.

## Veröffentlichung
Premiere war am 1. Juni 2025 am Deutschen Kinder Medien Festival Goldener Spatz in Gera, wo die Produktion als Eröffnungsfilm gezeigt wurde. Im August/September 2025 sind Vorstellungen beim Festival des deutschen Films und beim Fünf Seen Filmfestival geplant.
Der österreichische Kinostart ist beim Verleih Filmcasino & polyfilm BetriebsGmbH für Anfang Januar 2026 vorgesehen. In Deutschland wird der Film von der farbfilm verleih GmbH am 12. März 2026 gestartet.

## Auszeichnungen und Nominierungen
Goldener Spatz 2025
- Auszeichnung als bester fiktionaler Langfilm
- Auszeichnung mit dem Preis des Thüringer Ministerpräsidenten für die beste Regie (Norbert Lechner)
- Auszeichnung für den besten Darsteller (Maximilian Reinwald)

Final Cut 2025
- Auszeichnung als bester Kinderfilm[15]